# Конь (сянци)

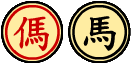
Красный и чёрный
кони сянци.

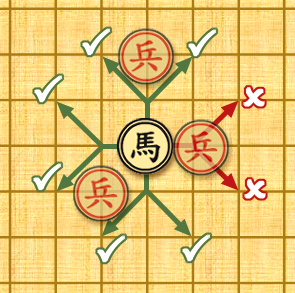
Конь может идти по зелёным стрелкам, но не по красным.

Конь — атакующая фигура китайских шахмат сянци. Как и конь западных шахмат, единственная фигура игры, ходящая не по прямой.
Происходит, как и конь западных шахмат, от коня чатуранги, однако правила их ходов немного различны.
В начале партии у каждого игрока есть два коня, стоящие на ближней горизонтали, на вторых с краю вертикалях — между слонами и ладьями.

## Обозначение
Обозначения красных и чёрных коней могут различаться:
- Красный конь — кит. трад. 傌, упр. 㐷, пиньинь mà «ма» — «конь»,
- Чёрный конь — кит. трад. 馬, упр. 马, пиньинь mǎ, «ма» — «конь».

но могут и совпадать: зачастую различающий ключ «жэнь» в написании красного коня отсутствует.
Обозначение в западной нотации: H (от англ. Horse). Изредка (в частности, в материалах Chinese Chess Institute) — N (от шахматного англ. kNight, «рыцарь»).

## Ходы

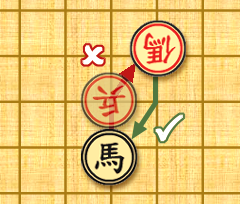
Красный конь бьёт чёрного, но чёрный конь не бьёт красного, так как заблокирован пешкой.

Ходит конь сянци, почти как шахматный конь: «буквой Г», то есть сначала сдвигаясь на 1 узел в любом ортогональном направлении, а потом на соседний узел по диагонали — «в 8 сторон» и ест так же, как и ходит. Однако в отличие от шахматного коня, перепрыгивать через другие фигуры любого цвета он не может, так что любая стоящая вплотную к нему фигура блокирует возможность хода в её направлении. Это приводит к возможности ситуации, непривычной для шахматистов, когда из двух коней лишь один бьёт другого (см. илл.).
В точности так же ходит и обозначается происходящий от него конь в корейских шахматах чанги.

## Ценность
Ценность коня примерно равна ценности пушки (4,5 пешки), однако в среднем в дебюте конь немного слабее пушки (так как на доске для пушки есть много потенциальных лафетов, а коню может препятствовать много фигур), а в эндшпиле немного сильнее (так как на доске остаётся меньше лафетов для пушки и меньше фигур, которые могут препятствовать ходам коня). Ценность коня, как и пушки примерно вдвое меньше ценности ладьи.
В силу этого равенства, кони и пушки в литературе по сянци часто называются просто «фигуры», без детализации типа; так, примерно равный «размен ладьи на две фигуры» означает её размен на две фигуры, которые могут быть как конями, так и пушками, или пушкой и конём.

## Матование
В эндшпиле конь хорошо взаимодействует с пушкой: в партиях часты так называемые конно-пушечные маты. Он эффективнее линейных фигур проникает в  защитные конструкции, нанося неожиданные удары.
Результат некоторых эндшпилей:
- конь всегда побеждает советника, но лишь иногда побеждает слона;
- конь побеждает непереправившуюся пешку, но не может сдержать пешку, занявшую хорошую позицию;
- конь и высокая пешка всегда побеждают пушку с советником;
- конь и высокая пешка всегда побеждают двух слонов с советником, однако обычно могут лишь сделать ничью против полного защитного набора;
- два коня всегда побеждают против полного защитного набора;
- конь и высокая пешка всегда побеждают коня с советником;
- конь и пешка всегда побеждают против пушки со слоном;
- конь и пешка (не старая) побеждают коня[1].